# زنجیره کوهی

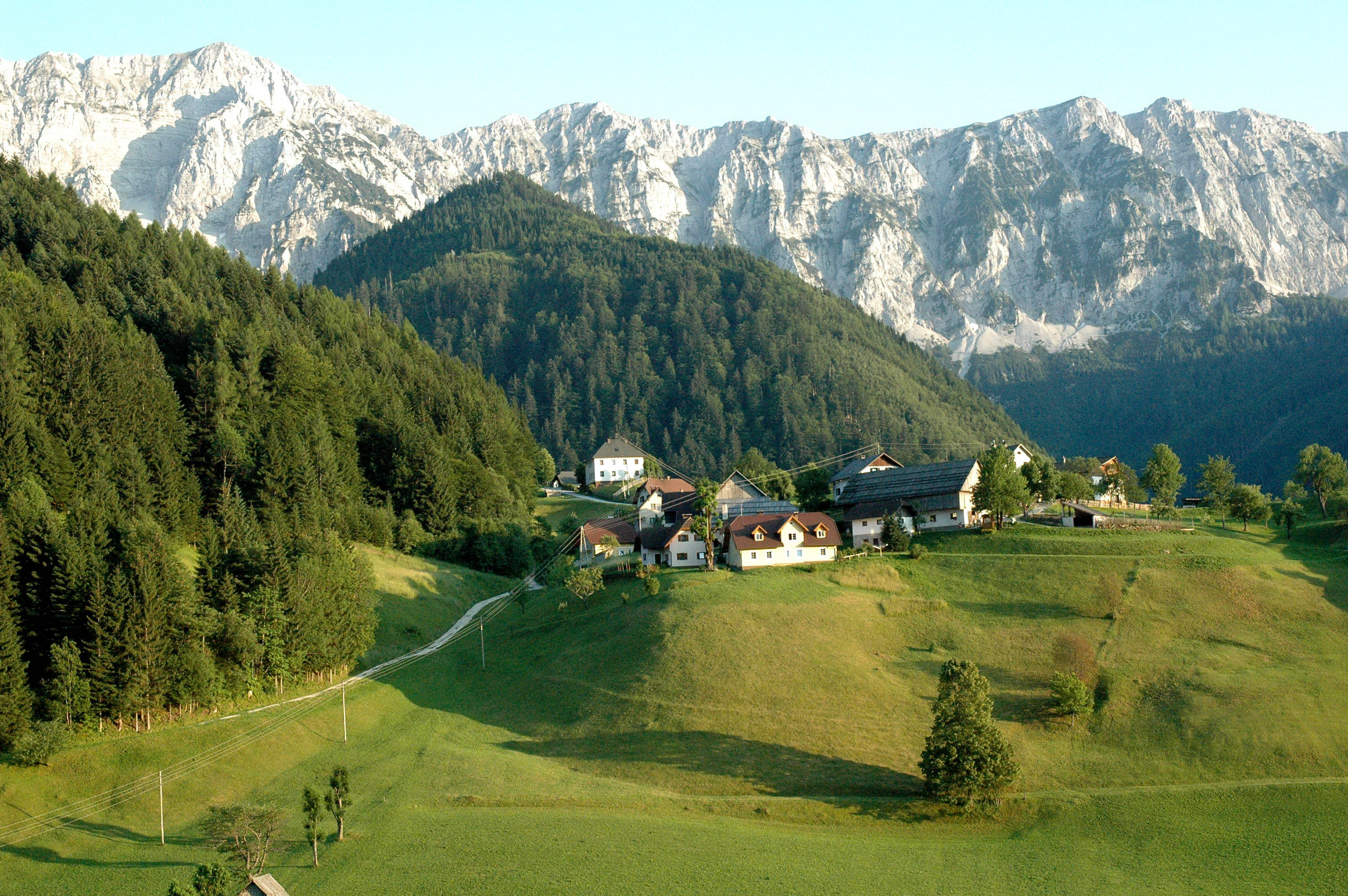
کاراوانکس، یک رشته کوه منفرد و طولانی. این خط الراس Koschuta در نزدیکی Zell، کرنتن است.

زنجیره کوهی (به انگلیسی: Mountain chain)، ردیفی از قله‌های بلند کوه، دنباله‌ای خطی از کوه‌های به هم پیوسته یا مرتبط، یا خط الراس به هم پیوسته‌ای از کوه‌ها در یک رشته‌کوه بزرگ‌تر است. این اصطلاح همچنین برای کوه‌های چین‌خورده دراز با چندین زنجیره موازی ("کوه‌های زنجیره‌ای") استفاده می‌شود.
در حالی که در رشته کوه‌ها، اصطلاح زنجیره کوهی رایج است، در رشته تپه‌ها به دنباله‌ای از تپه‌ها با نام یک یال یا زنجیره تپه‌ای اشاره می‌شود.

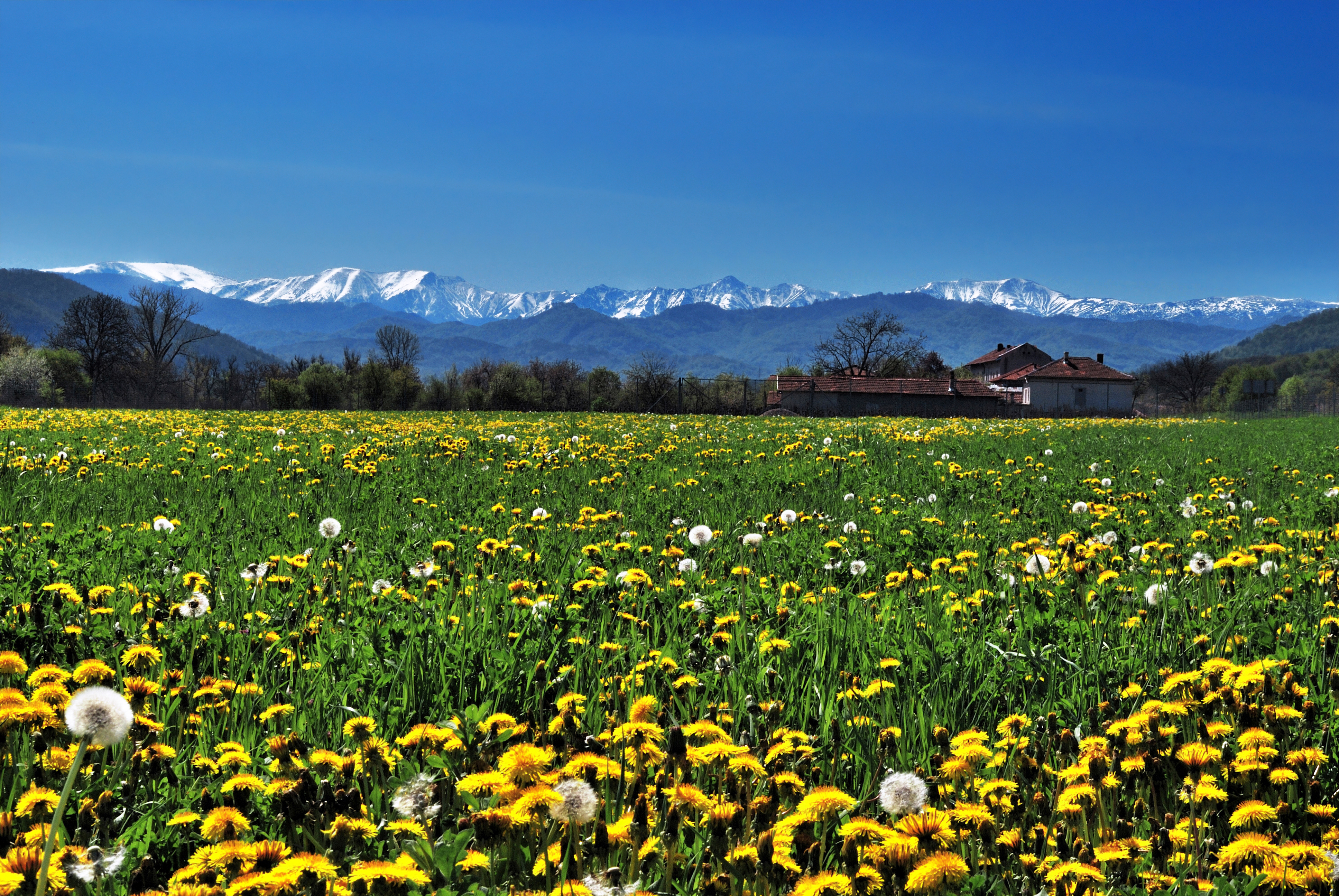
نمایی از زنجیره کوه‌های بالکان

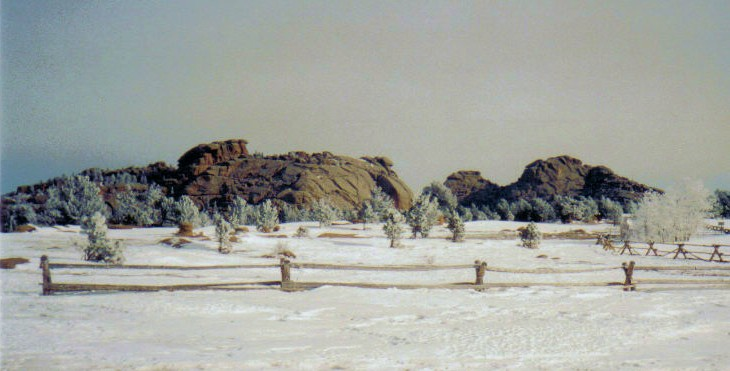
بقایای یک زنجیره کوه قدیمی در کوه‌های لارامی، کلرادو